# 田村義晃
田村 義晃（たむら よしあき、1965年9月20日 - ）は、福岡県出身の俳優。数々の映画やドラマに幅広い役柄で出演している。エール所属。

## 人物
1965年（昭和40年）9月20日に福岡県で生まれる。
血液型はA型。
身長は175cm、頭周り60 cm、バスト95cm、ウェスト90cm、ヒップ98cm、靴サイズ27cm、体重は75kg。
趣味はアコースティックギター/卓球/水泳/映画鑑賞。特技は博多弁。普通自動車免許の資格を持つ。

## 出演

### 映画
- オトシモノ（2006年9月30日）- 刑事 役
- URAHARA（2008年3月15日）- パブ店長 役
- 春よこい（2008年6月7日）- 新聞社デスク 役
- 惨劇館-ブラインド-（2011年8月27日）- 刑事 役
- じんじん～其の二～（2017年9月2日）- 映画監督 役

### ドラマ

#### NHK-BS
- 受験のシンデレラ（2016年7月10日 - 8月28日）- 偽不動産仲介業者 役

#### NTV
- 緊急救命病院 - 救急隊員 役
- だます女だまされる女 - ホテル営業マン 役
- 有閑倶楽部 - コメンテータ 役
- 働きマン - 独身男性 役
- Mother - 金融業者担当者 役
- トッカン〜特別国税徴収官 - 質屋のオヤジ 役
- 花咲舞が黙ってない - 銀行員 役
- ザ!世界仰天ニュース 再現ドラマ 〜390gの赤ちゃん〜 - 医者 役
- ハコヅメ〜たたかう!交番女子〜 第3話 - 久本店長 役

#### TBS
- ママまっしぐら! - 面接官 役
- ママまっしぐら!2 - 運転手 役
- 天までとどけ4 - 教師 役
- 税務調査官・窓際太郎の事件簿7（2001年6月11日）- 警官 役
- 税務調査官・窓際太郎の事件簿21（2010年11月1日）- 失業者救済センタースタッフ 役
- 陰の季節 第6作（2003年9月15日）- 秋山巡査 役
- 世界で一番熱い夏 - 記者 役
- こちら本池上署 - 制服警官 役
- DOLL HOUSE - 記者 役
- うちはステップファミリー - 医師 役
- 捜し屋★諸星光介が走る! - 係官 役
- タイヨウのうた - リポーター 役
- いい女 - 医師 役
- 冗談じゃない! - 郵便局員 役
- 愛のうた! - 喫茶店の客 役
- SCANDAL - サラリーマン 役
- ゴッドハンド輝 - 良子の父親 役
- ハンチョウ〜SERIES4 - リサイクル業者 役
- JIN〜仁〜 - 酢屋の主人 役
- 渡る世間は鬼ばかり - 幸楽の客 役
- ATARU - 木工所職長 役
- MONSTERS - 出版社員 役
- クロコーチ - 銀行員 役
- アリスの棘 - MR 役
- 女はそれを許さない - 喫茶店店主 役
- ダメな私に恋してください - 電気屋店員 役
- 99.9-刑事専門弁護士- 完全新作SP新たな出会い篇
- トリリオンゲーム 第2話（2023年7月21日）- 玩具メーカーの社員役）

#### CX
- 傷だらけのラブゾング - 警備員 役
- 鬼嫁日記 いい湯だな - 夫 役
- 任侠ヘルパー - 老人介護施設職員 役
- まっすぐな男 - 警官 役
- パーフェクト・リポート - 団地住人 役
- GTO - 警備員 役
- 明日の光をつかめー2013夏ー - 債権者 役
- ミス・パイロット - 居酒屋の客 役
- リスクの神様 - 記者 役
- メディカルチーム レディ・ダ・ヴィンチの診断 - 理科教師 役
- 世にも奇妙な物語'17秋の特別編 運命探知機 - レストランオーナー 役

#### ANB
- タクシードライバーの推理日誌11 - 医者 役
- タクシードライバーの推理日誌16 - ホテルフロント係 役
- タクシードライバーの推理日誌35 - パチンコ店店員 役
- 恋愛中毒 - 会社員 役
- はみだし刑事情熱系V - 店長 役
- みちのく紅花街道殺人事件 - ガードマン 役
- 特命係長只野仁SP - 警備員 役
- 未来戦隊タイムレンジャー - 記者 役
- 特捜戦隊デカレンジャー - 警官 役
- 風極の岬 - 法医学部教授 役
- 癒しの事件簿 - 森刑事 役
- てるてるあした - 郵便配達員 役
- 仮面ライダー電王 - 警官 役
- 生徒諸君! - 記者 役
- 相棒VI - ホテルフロント係 役
- 弁護士・茜沢翔子の人生相談承ります! - 肉屋店長 役
- ショカツの女9 - ケーキ屋 役
- 天使と悪魔-未解決事件匿名交渉課- - 学校事務員 役
- スミカスミレ - 不動産屋社長 役
- 家政夫のミタゾノ - ケーキ屋の店員 役
  - 家政夫のミタゾノ S7 第2話（2025年1月21日）[1]
- 就活家族〜きっと、うまくいく〜 - 不動産業者 役
- 奪い愛、冬 - 神主 役

#### TX
- 警部補鳴沢了〜破弾〜 - レストラン店長 役
- 三匹のおっさん - 区の職員 役

### Web
- 宇宙船ポーキル - 料理人マサル役

### Vシネマ
- 稲川淳二の恐怖物語スペシャル7 - 家人 役

### 舞台
- '89 「わが街」
- '90 「火の玉ロック」
- '93 「妻とたたかえ」（大島安紀斗企画）
- '94 「オヤジとたたかえ」（大島安紀斗企画）
- '95.1 「甘いレモン」
- '95.2 「TAROHI」
- '95.3 「おとうさん」
- '95.5 「ムーンライト セレナーデ」
- '95.9 「Life」
- '95.12 「シアスカの和」
- '96.4 「REBORN」
- '98.3 「ウリキの力」
- '98.6 「斉木しげると闘うコメディアン」
- '05.11　ラフカット2005「晩秋に吠えろ」演出：堤泰之
- '10.2　三転倒立!「まるなげ」演出：市野龍一

### CM
- '04 東北電力「ソーラーカー教室篇」（東北電力社員役）
- '08 JA「医療共済」べすとけあ 120 さまざまな願い篇（父親役）
- '11 伊藤園「カテキン緑茶」（サラリーマン役）